# Walter Miller
Walter Miller, nato William Corwin Miller (Dayton, 9 marzo 1892 – Hollywood, 30 marzo 1940), è stato un attore statunitense.
Apparve anche con i nomi alternativi di Walter C. Miller e di Walter Chrystie Miller.

## Biografia
Nato nell'Ohio, a Dayton, nel 1892 lavorò soprattutto nell'epoca del cinema muto. Iniziò la sua carriera nel 1911, neanche ventenne, con Tangled Lines. Girò gran parte dei suoi primi film sotto la direzione di D.W. Griffith alla Biograph.
Attore caratterista, all'avvento del sonoro passò a recitare in piccoli ruoli di contorno o come figurante. Nella sua carriera, durata fino al 1940, prese parte a ben 258 film. Morì nello stesso anno, all'età di 48 anni, a causa di un infarto cardiaco mentre girava alla Republic Pictures un western che aveva come protagonista Gene Autry.
Venne sepolto al Calvary Cemetery di Evanston in Illinois.

## Vita privata
Miller si sposò due volte. La prima con Lillian Louise Coffin, la seconda con l'attrice Eileen Schofield.

## Filmografia parziale
- Tangled Lines (1911)
- Come Unto Me (1911)
- Such Is the Kingdom (1911)
- The Harvest - cortometraggio (1911)
- The Making of a Man, regia di David W. Griffith (1911)
- Readin', 'Ritin' an' 'Rithmetic (1912)
- Fate's Interception, regia di D.W. Griffith (1912)
- A Personal Affair, regia di C.J. Williams (1912)
- A Change of Spirit, regia di D.W. Griffith (1912)
- An Unseen Enemy, regia di D.W. Griffith (1912)
- Two Daughters of Eve, regia di D.W. Griffith (1912)
- Friends, regia di D.W. Griffith (1912)
- So Near, Yet So Far, regia di D.W. Griffith (1912)
- A Feud in the Kentucky Hills, regia di D.W. Griffith (1912)
- The Painted Lady, regia di D.W. Griffith (1912)
- The Musketeers of Pig Alley, regia di D.W. Griffith (1912)
- My Baby, regia di D.W. Griffith (1912)
- The Informer, regia di D.W. Griffith (1912)
- Brutality, regia di D.W. Griffith (1912)
- A Cry for Help, regia di D.W. Griffith (1912)
- Bill Bogg's Windfall, regia di Dell Henderson (1912)
- An Adventure in the Autumn Woods, regia di D.W. Griffith (1913)
- Oil and Water, regia di D.W. Griffith (1913)
- Love in an Apartment Hotel, regia di D.W. Griffith (1913)
- The Wrong Bottle,  regia di Anthony O'Sullivan (1913)
- Broken Ways, regia di D.W. Griffith (1913)
- Near to Earth, regia di D.W. Griffith (1913)
- The Hero of Little Italy, regia di D.W. Griffith (1913)
- The Perfidy of Mary, regia di D.W. Griffith (1913)
- The Little Tease, regia di D.W. Griffith (1913)
- A Frightful Blunder, regia di Anthony O'Sullivan (1913)
- The Wanderer, regia di D.W. Griffith (1913)
- The House of Darkness, regia di D.W. Griffith (1913)
- A Rainy Day, regia di Dell Henderson (1913)
- The Yaqui Cur, regia di D.W. Griffith (1913)
- His Mother's Son, regia di D.W. Griffith (1913)
- Red Hicks Defies the World, regia di Dell Henderson (1913)
- Death's Marathon, regia di D.W. Griffith (1913)
- The Mothering Heart, regia di D.W. Griffith (1913)
- In Diplomatic Circles, regia di Anthony O'Sullivan (1913)
- Her Mother's Oath, regia di D.W. Griffith (1913)
- A Gamble with Death, regia di Anthony O'Sullivan (1913)
- The Reformers; or, The Lost Art of Minding One's Business, regia di D.W. Griffith (1913)
- The Coming of Angelo, regia di D.W. Griffith (1913)
- Under the Shadow of the Law, regia di Anthony O'Sullivan (1913)
- Two Men of the Desert, regia di D.W. Griffith (1913)
- A Modest Hero, regia di Dell Henderson (1913)
- The Fatal Wedding, regia di Lawrence Marston (1914)
- A Bunch of Flowers, regia di Dell Henderson (1914)
- An Hour of Terror (1914)
- Through the Eyes of the Blind
- A Million in Pearls
- Humanity in the Rough
- Enmeshed by Fate
- Lord Chumley, regia di James Kirkwood (1914)
- Seven Days (1914)
- A Beggar Prince of India
- The Coast Guard's Bride
- Simple Faith - cortometraggio (1914)
- The Derelict and the Man, regia di Leslie T. Peacocke - cortometraggio (1914)
- The Girl and the Smuggler - cortometraggio (1914)
- The Wages of Sin (1914)
- The Road to Yesterday, regia di Lawrence Marston (1914)
- The Family Stain, regia di Will S. Davis (1915)
- The Marble Heart, regia di Kenean Buel (1916)
- A Wife's Sacrifice, regia di J. Gordon Edwards (1916)
- The Spider and the Fly, regia di J. Gordon Edwards (1916)
- The Human Orchid, regia di C.C. Field (1916)
- The Toll of Justice
- The Cloud
- Tangled Lives, regia di J. Gordon Edwards (1917)
- A Mother's Ordeal, regia di Will S. Davis (1917)
- The Mysterious Mr. Browning, regia di Sidney M. Goldin (1918)
- The Eleventh Commandment, regia di Ralph W. Ince (1918)
- The Open Door, regia di Dallas M. Fitzgerald (1919)
- The Stealers, regia di Christy Cabanne (1920)
- Beyond the Rainbow, regia di Christy Cabanne (1922)
- The Bootleggers, regia di Roy Sheldon (1922)
- Sunken Silver, regia di Spencer Gordon Bennet (1925)
- Play Ball, regia di Spencer Gordon Bennet (1925)
- The Green Archer, regia di Spencer Gordon Bennet (1925)
- Snowed in, regia di Spencer Gordon Bennet (1926)
- The Fighting Marine, regia di Spencer Gordon Bennet (1926)
- The House Without a Key, regia di Spencer Gordon Bennet (1926)
- Melting Millions, regia di Spencer Gordon Bennet (1927)
- Hawk of the Hills, regia di Spencer Gordon Bennet - serial (1927)
- L'uomo senza volto (The Man Without a Face), regia di Spencer Gordon Bennet (1928)
- The Terrible People, regia di Spencer Gordon Bennet (1928)
- Tre maniere d'amare (Three Wise Girls), regia di William Beaudine (1932)
- The Shadow of the Eagle, regia di Ford Beebe e B. Reeves Eason (1932)